# James Thompson (Tischtennisspieler)
James Thompson (* 1889 in Bristol; † 1967 ebendort) war ein englischer Tischtennisspieler und -funktionär. Er nahm an der ersten Weltmeisterschaft 1926 teil.

## Werdegang
Thompson war Angriffsspieler im Penholderstil. Er stand 1907/08 im Finale der Meisterschaften von West-England, ein Jahr später gewann er diesen Wettbewerb. Während des Ersten Weltkrieges zog er sich vom Tischtennissport zurück.
1923 holte er den Titel bei den Daily Mirror British Championships. Dabei siegte er gegen Moss Cohen und Percival Bromfield, die ihm allerdings fünf Punkte vorgaben. 1923/24 wurde er für einen Länderkampf gegen Wales nominiert. Bei der Weltmeisterschaft 1926 wurde er mit der englischen Mannschaft Dritter. Im Einzel schied er in der ersten Runde gegen den späteren Weltmeister Roland Jacobi aus. Auch im Doppel mit F. S. B. Lawes verlor er sofort gegen die Ungarn Roland Jacobi/Dániel Pécsi.
Später übernahm James Thompson noch Funktionärsaufgaben. Neben Tätigkeiten in mehreren lokalen Tischtennisorganisationen war er von 1947 bis 1967 Vizepräsident des englischen Tischtennisverbandes (ETTA).

## Privat
James Thompson war verheiratet und hatte eine Tochter. 1967 verstarb er nach langer Krankheit.

## Turnierergebnisse
| Verband | Veranstaltung     | Jahr | Ort    | Land | Einzel    | Doppel    | Mixed        | Team |
| ------- | ----------------- | ---- | ------ | ---- | --------- | --------- | ------------ | ---- |
| ENG     | Weltmeisterschaft | 1926 | London | ENG  | letzte 64 | letzte 32 | keine Teiln. | 3    |